# Maria Bamford
Maria Elizabeth Sheldon Bamford, född 3 september 1970 i Port Hueneme i Kalifornien (men uppvuxen i Duluth i Minnesota), är en amerikansk skådespelerska och ståuppkomiker. Hon har som skådespelerska bland annat medverkat i filmen Lucky Numbers (2000), samt gjort rösten till den högljudda pudeln Shriek Dubois, i Nickelodeonserien Katthund. Hon har därefter medverkat som både skådespelerska och röstskådespelerska i TV-serierna American Dad!, Ugly Americans, Äventyrsdags och Bojack Horseman, samt i filmer som Stuart Little 2 (2002), Fantastiska Wilbur 2 (2003) och Bondgården (2006).
Maria Bamford har också medverkat i andra TV-serier som Louie (2012), Arrested Development (2013–2019), WordGirl (2007–2015), Big Mouth (2020–nutid) och Human Resources (2022–2023). Hon spelar också huvudrollen i Netflixserien Lady Dynamite (2016), som är helt och hållet baserad på henne och hennes liv.

## Filmografi (i urval)

### Filmer
- 1998 – Denial
- 2000 – Lucky Numbers
- 2002 – Stuart Little 2
- 2003 – Fantastiska Wilbur 2 (röst)
- 2006 – Bondgården (röst)
- 2014 – Muffin Top: A Love Story
- 2018 – An Evening with Beverly Luff Linn
- 2021 – Flummlarna (röst)
- 2022 – The Bubble

### TV-serier
- 1994 – Mystery Science Theater 3000 (TV-serie)
- 1998–1999 – Hey Arnold! (TV-serie) (röst)
- 1998–2005 – Katthund (TV-serie) (röst)
- 1999 – Dharma & Greg (TV-serie)
- 2000 – Men in Black: The Series (TV-serie) (röst)
- 2001 – The Tonight Show with Jay Leno (TV-serie)
- 2004–2016 – Jimmy Kimmel Live! (TV-serie)
- 2005–2015 – The Late Late Show with Craig Ferguson (TV-serie)
- 2007 – American Dad! (TV-serie) (röst)
- 2007–2011 – Bondgården (TV-serie) (röst)
- 2007–2015 – WordGirl (TV-serie) (röst)
- 2009 – Sit Down, Shut Up (TV-serie) (röster)
- 2010 – The Sarah Silverman Program (TV-serie)
- 2010 – Ugly Americans (TV-serie) (röster)
- 2010–2012 – Kick Buttowski (TV-serie) (röst)
- 2010–2018 – Äventyrsdags (TV-serie) (röster)
- 2011 – Conan (TV-program)
- 2011–2016 – Kung Fu Panda: Legendariska hemligheter (TV-serie) (röst)
- 2012 – Louie (TV-serie)
- 2012–2014 – The Legend of Korra (TV-serie) (röst)
- 2013–2019 – Arrested Development (TV-serie)
- 2014 – Benched (TV-serie)
- 2014–2016 – TripTank (TV-serie) (röster)
- 2014–2019 – Bojack Horseman (TV-serie) (röster)
- 2015 – Clarence (TV-serie) (röst)
- 2015 – Your Pretty Face Is Going to Hell (TV-serie) (röst)
- 2015 – Gurkan & Nöten (TV-serie) (röst)
- 2015–2016 – Fresh of the Boat (TV-serie)
- 2015–2017 – Penn Zero: Hjälte på deltid (TV-serie) (röster)
- 2015–2018 – Mästerkattens äventyr (TV-serie) (röst)
- 2016 – The Late Show with Stephen Colbert (TV-serie)
- 2016–2017 – Lady Dynamite (TV-serie)
- 2016–2019 – Ester vs. mörkrets makter (TV-serie) (röster)
- 2017 – Portlandia (TV-serie)
- 2017 – Bara björnar (TV-serie) (röst)
- 2017 – Bob's Burgers (TV-serie) (röster)
- 2017 – Harvey Näbbson (TV-serie) (röst)
- 2019 – Victor och Valentino (TV-serie) (röst)
- 2019 – Svampbob Fyrkant (TV-serie) (röster)
- 2020 – The Midnight Gospel (TV-serie) (röster)
- 2020 – Butterbeans kafé (TV-serie) (röst)
- 2020–2021 – Äventyrsdags: I fjärran land (TV-serie) (röster)
- 2020 – Big Mouth (TV-serie) (röst, återkommande)
- 2021 – Everything's Gonna Be Okay (TV-serie)
- 2021 – Tuca & Bertie (TV-serie) (röst)
- 2021 – Barnens lägerö (TV-serie) (röster)
- 2021 – Kentaurvärlden (TV-serie) (röster)
- 2021 – Teenage Euthanasia (TV-serie) (röst, huvudroll)
- 2022–2023 – Human Resources (TV-serie) (röst)
- 2023 – Rick and Morty (TV-serie) (röst)